# Jumelles
Jumelles ist eine französische Gemeinde mit 327 Einwohnern (Stand: 1. Januar 2022) im Département Eure in der Region Normandie. Sie gehört zum Arrondissement Évreux und zum Kanton Saint-André-de-l’Eure.
Die Einwohner werden Jumellois und Jumelloises genannt.

## Geographie
Jumelles liegt etwa 15 Kilometer südsüdöstlich von Évreux.

### Nachbargemeinden
Umgeben ist Jumelles von den Nachbargemeinden Grossœuvre im Norden und Nordwesten, La Forêt-du-Parc im Osten, Les Authieux im Süden und Südosten, Chavigny-Bailleul im Süden und Südwesten sowie Chambois im Westen.

## Bevölkerungsentwicklung
| Jahr      | 1962 | 1968 | 1975 | 1982 | 1990 | 1999 | 2006 | 2013 | 2020 |
| Einwohner | 97   | 106  | 106  | 190  | 227  | 255  | 292  | 306  | 328  |

## Sehenswürdigkeiten

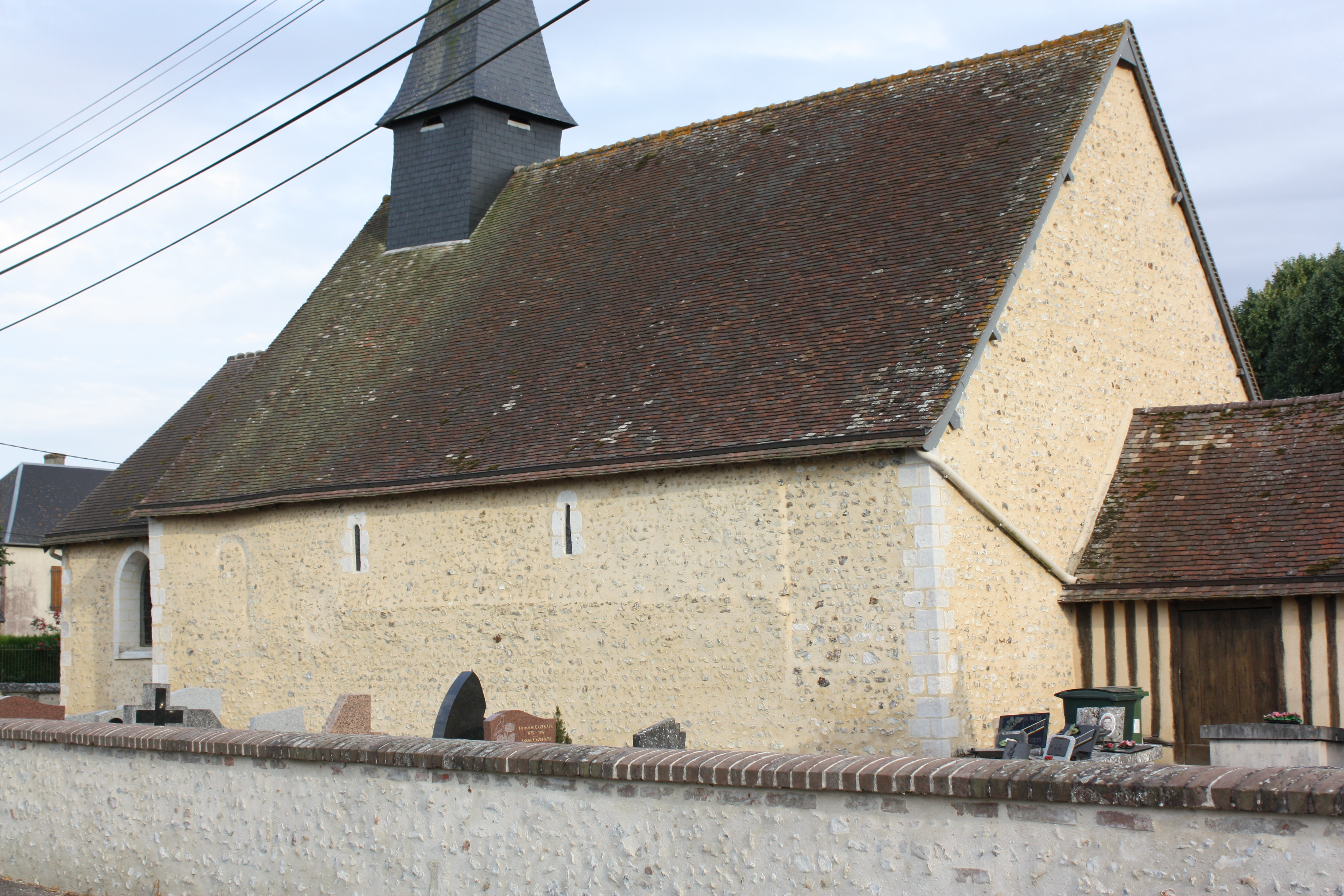
Kirche Saint-Étienne

- Kirche Saint-Étienne